# Ю Кіль-чун
Ю Кіль-чун (кор. 유길준, 1856—1914) вважається корейським інтелектуалом, письменником, політиком і борцем за незалежність Корейської держави, часів пізнього правління корейської династії Чосон. Він також був першим дослідником сучасної корейської абетки хангиля та автором книги вражень від подорожей: «Спостереження за подорожами на Заході» (서유견문,西遊見聞). До цієї роботи увійшов важливий філософський нарис «Рівні Просвітництва». Активіст за незалежність Кореї Ан Чхан Хо назвав його «ідеальним корейським патріотом».

## Життєпис
Ю Кіль-чун народився в Сеулі, на території «Великого Королівства Чосонів» (Королівство Корея). У ранні роки він навчався у Пак Кю Су та О Кюнг Сука. У 1881 році він відправився до Японської імперії часів правління японського імператора Мейдзі, щоб на рік вступити в японський університет Кейо, там він вивчав модернізацію у Фукудзава Юкіті. У 1884 році Ю Кіль-чун поїхав до Сполучених Штатів Америки у складі першої офіційної корейської делегації, щоб спостерігати за американською промисловістю та урядом, і навчався в Академії губернатора Даммера.
Ю Кіль-чун побував у кількох європейських країнах, його звинуватили в підтримці «просвітницької партії» (개화당, 開化黨). Під час ув'язнення він написав книгу про свої переживання під назвою «Спостереження за подорожами на Заході» (서유견문,西遊見聞), у цій книзі він використовував змішану корейську писемність на відміну від літературної китайської, яка була написана виключно китайськими ієрогліфами й була звичайним методом письма тогочасного періоду літературно-офіційного діловодства.
З 1894 по 1895 рік Ю Кіль-чун працював в уряді під керівництвом прем'єр-міністра Кореї Кіма Хон Чжипа, який мав намір модернізувати Корею. У 1895 році він став віцеміністр міністерства внутрішніх справ. У жовтні 1895 року, під час так званого «Юльмі Сабьона» (을미사변, 乙未事變), вбивства корейської імператриці Мін японськими солдатами, корейський король Коджон звинуватив його у співпраці з японськими вбивцями. Ю Кіль-чун раніше написав листа, описуючи королеву Мін як «злу»; гірше, ніж Марія I англійська та Марія Антуанетта французька.
Коли Кім був убитий, а його кабінет розпущений у 1895 році, Ю Кіль-чун втік з країни у вигнання до Японської імперії, повернувшись до Кореї лише в 1907 році після того, як його помилував імператор Кореї Сунджон.
Ю Кіль-чун написав свою книгу «Рівні Просвітлення» після навчання в Японській імперії та США. У книзі він виклав те, що, на його думку, було оптимальним шляхом до модернізації та просвітленої думки; той, який розвіяв класові системи та відстоював меритократію, засновану на невтомному індивідуальному прагненні до знань.
У 1910 році, коли Корейська імперія була анексована Японською Імперією, Ю Кіль-чун розпочав рух проти цієї анексії. Ю Кіль-чун відмовився від титулу «Даншаку», який йому присудив уряд Японської імперії; ця назва була створена японським урядом як частина його нової корейської системи прівства та розроблена за власною британською моделлю системи Кадзоку.

## Праці
- Сою Геонмун (서유견문; 西遊見聞)